# Mixomicete
Mixomicetele sunt un grup de protozoare unicelulare, care se reproduc prin spori, asemănătoare cu fungi, motiv pentru care au fost incluse multă vreme în regnul Fungi. Prezintă multe caracteristici ale fungilor, precum absorția substanțelor în celule prin difuziune (destul de rar întâlnită) și hrănirea cu materie organică aflată în descompunere. Este dificil de spus, dacă mixomicetele sunt organisme unicelulare sau dacă sunt pluricelulare. Au fost identificate până în prezent în jur de 1000 specii de mixomicete. Acestea sunt răspândite pe soluri umede și neluminate, precum și pe resturi vegetale aflate în descompunere (ex: trunchiul unui copac). Mixomictele sunt bacteriofage active și au un rol în menținerea echilibrului bacterian a solului.

## Ultrastructura
Mixomicetele formează un plasmodiu, o substanță asemănătoare citoplasmei, cu multe nuclee.
Există trei tipuri de plasmodium:
- Protoplasmodiu - mici și neramificati, au un singur sporocarp;
- Aphanoplasmodiu - sunt la început mici precum protoplasmodium, cresc însa mult mai mari și se ramifică, are multi sporocarpi;
- Phaneroplasmodiu - sunt foarte mari, pot atinge o suprafață de 1,5 m2, au multi sporocapri.

Ciclul de viață a mixomicetelor reprezintă o alternanță a formelor unicelulare și a fazelor pluricelulare. Mixomicetele se hrănesc în special prin fagocitoză. Au un perete celular alcătuit din celuloză.

## Reproducerea
Se reproduc asexuat prin spori.